# Kamień z Drzewem
Kamień z Drzewem – skała we wsi Muchówka w województwie małopolskim, w powiecie bocheńskim, w gminie Nowy Wiśnicz. Pod względem geograficznym rejon ten należy do Pogórza Wiśnickiego w obrębie Pogórza Zachodniobeskidzkiego.
Kamień z Drzewem to zbudowana z piaskowca skała znajdująca się w lesie na grzbiecie Paprockiej, na wysokości około 400 m n.p.m. Dojść do niej można z asfaltowej drogi Muchówka – Rajbrot idąc leśną drogą zaczynającą się około 150 metrów od położonego przy szosie cmentarza wojennego nr 303 – Rajbrot. Skała znajduje się w odległości około 800 m od szosy po prawej stronie leśnej drogi, za szlabanem i niewielką polanką. Ma pionowe lub przewieszone ściany z poprzecznymi rysami, filarkami i duży okap. Uprawiany jest na niej bouldering. Jest 16 dróg wspinaczkowych (baldów) o trudności od 4+ do 6c w skali francuskiej. Pozycje startowe do dróg zaznaczone są na skale żółtą strzałką. Start do większości dróg z pozycji siedzącej lub stojącej. Wspinaczka odbywa się na ścianie zachodniej (szerokość 4 m), północnej (szerokość 5 m) i na okapie.
Kamień z Drzewem to jedna z czterech skał zaliczanych do grupy Nowa Muchówka. Najbliżej szosy znajduje się Huba, trzy pozostałe (Przedszkole, Kamień z Drzewem i Kamień z Jamą) znajdują się blisko siebie, jeszcze kilkaset metrów dalej, niż Huba. Na wszystkich tych skałach uprawiany jest bouldering. Ze względu na trudność odszukania i dalekie dojście skały nie są popularne.
1. Bez nazwy; 4+ (na lewo od rysy)
2. Bez nazwy; 6b
3. Bez nazwy; 6b+
4. Ytongu; 6c+ (wariant ze stania)
5. Energizer; 6c

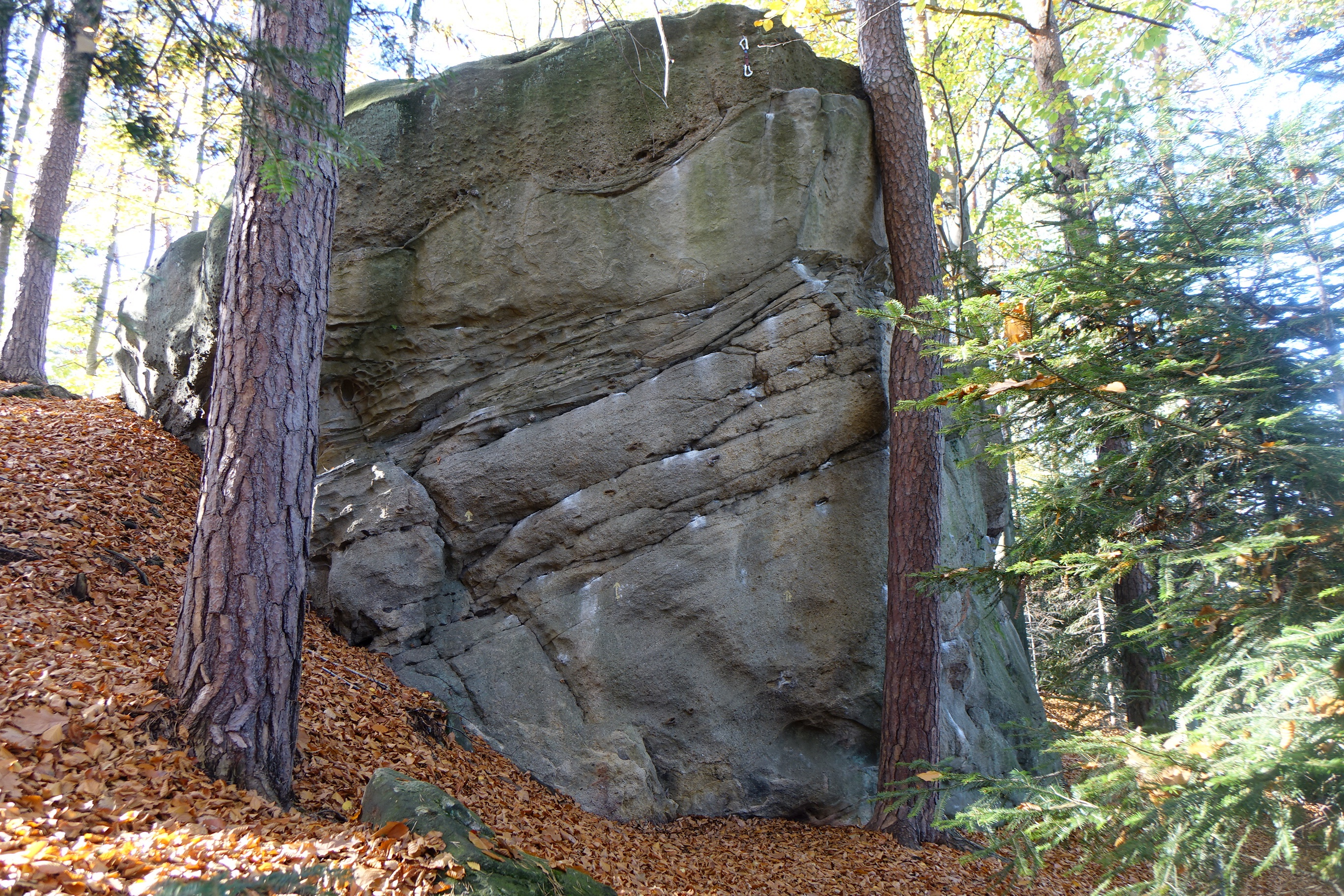
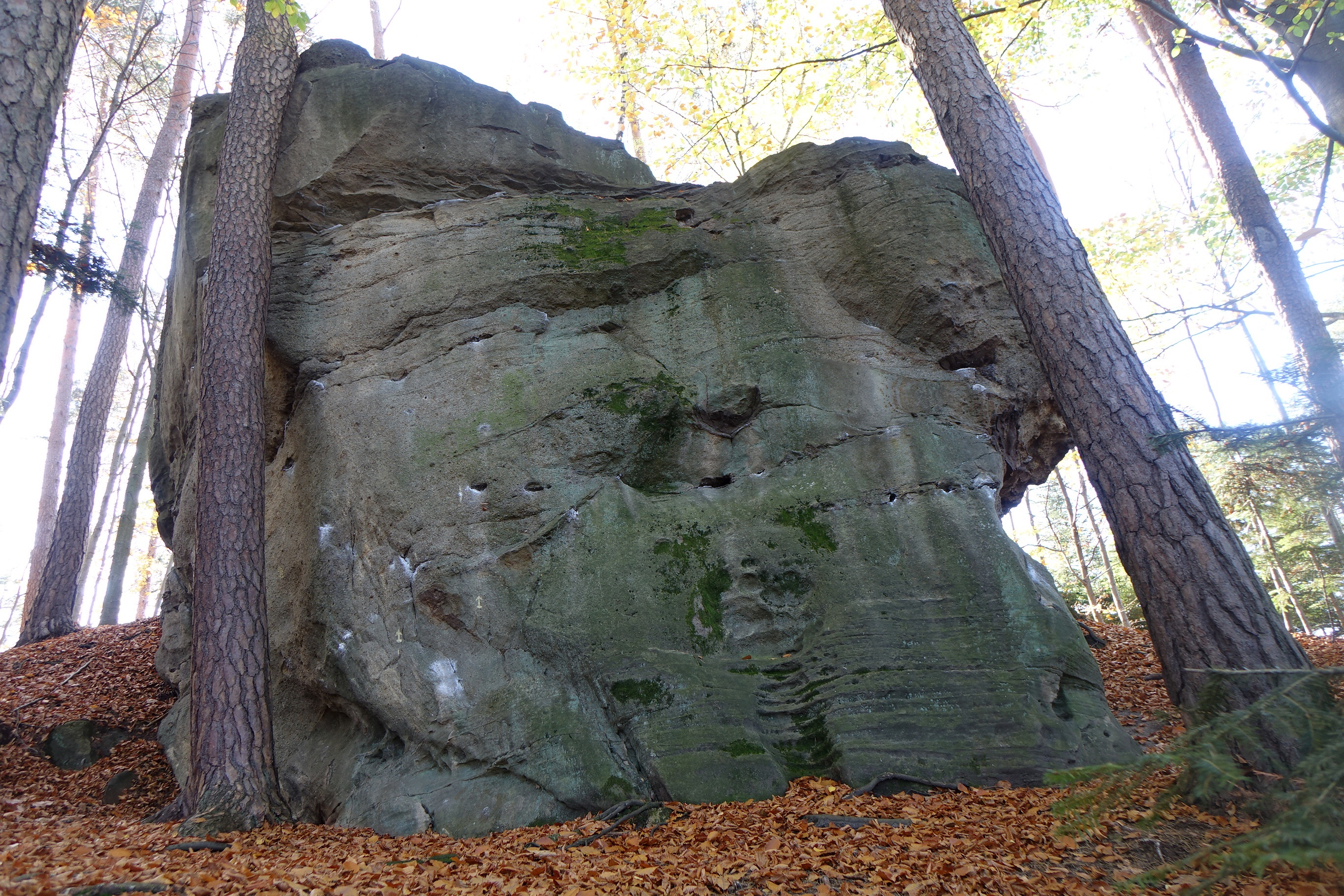
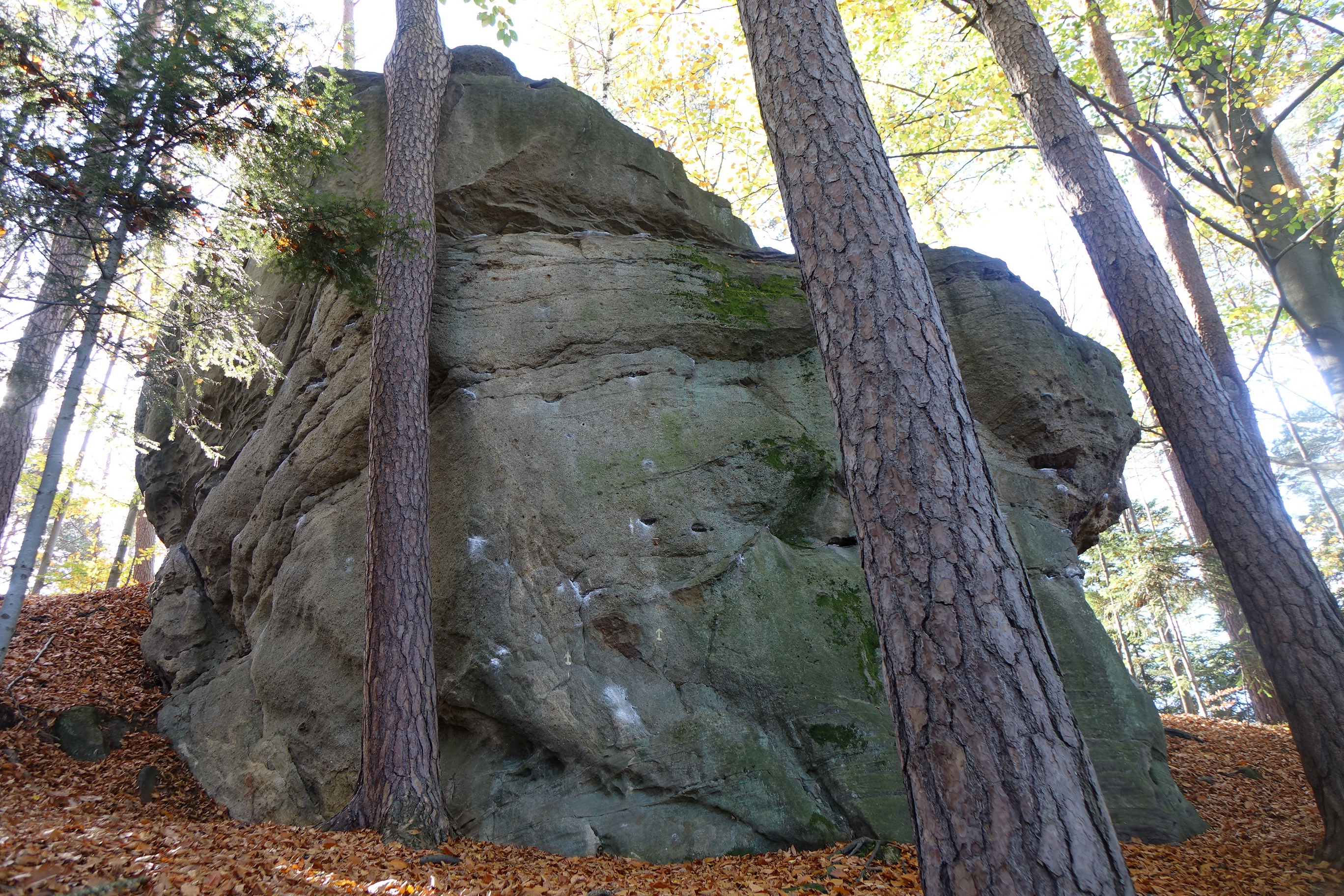
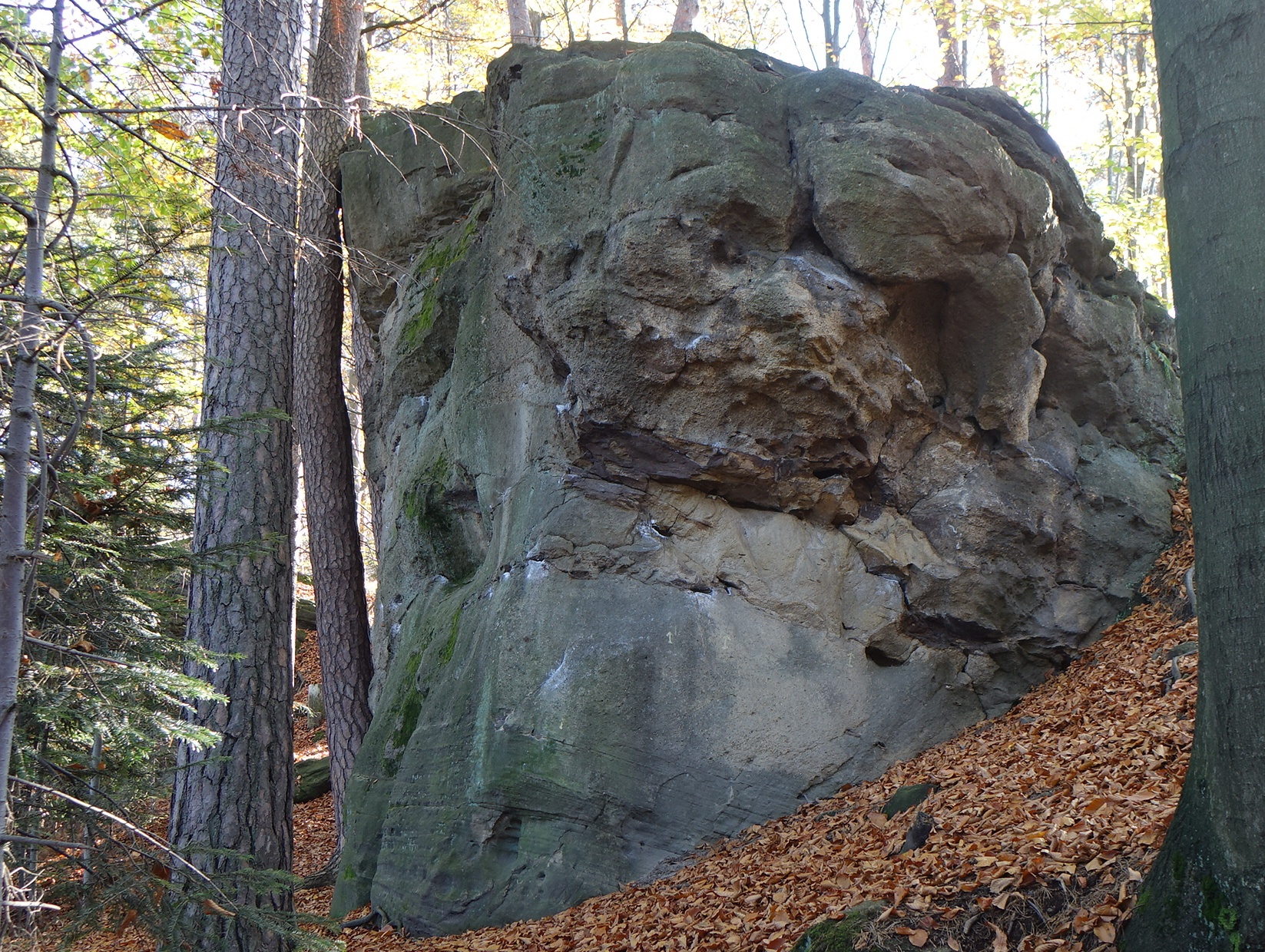
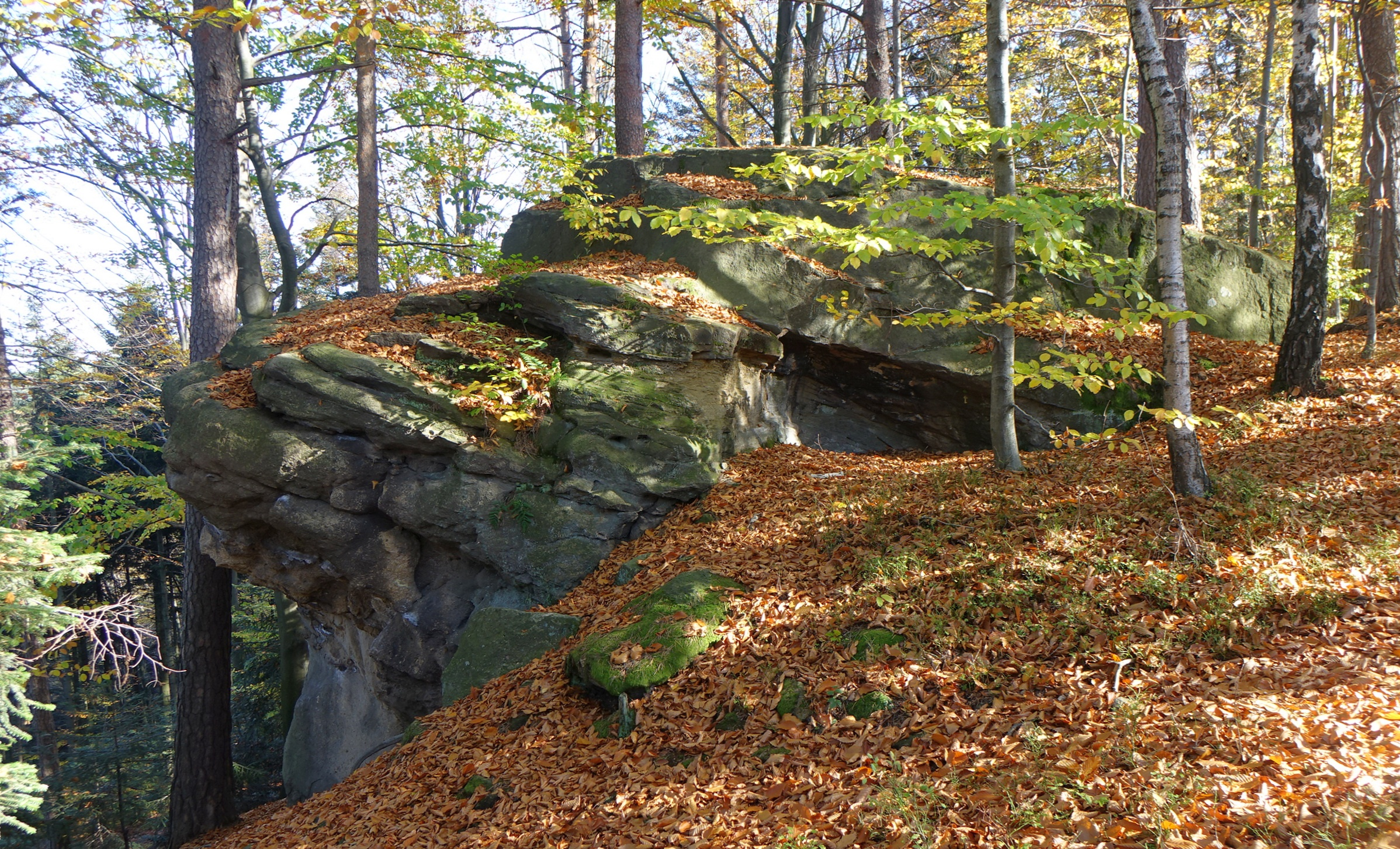

6. No Risk, no Fon; 6b (bez odciągu po prawej)
7. Bez nazwy; 5+
8. Samotny czyściciel; 5
9. Geolodzy; 5
10. Snap; 6b
11. Rum rum 6b+
12. Piaskowy ludek; 6a+
13. Brzuszek; 6a+
14. Małpi biznes; 6b (wyjście Piaskowym ludkiem)
15. Wsporek; 6a+ (przez okap)
16. Karaczan; 6a (prawym ograniczeniem okapu)[1].